# Porte de Choisy (Métro Paris)
Porte de Choisy [pɔʁt(ə) də ʃwazi] ist eine unterirdische Station der Linie 7 der Pariser Métro. Sie befindet sich unter dem Boulevard Masséna im 13. Arrondissement von Paris. Es bestehen Umsteigemöglichkeiten zu den Linien 3 und 9 der Pariser Straßenbahn an der oberirdischen gleichnamigen Tramhaltestelle. Die Station ist nach dem gleichnamigen Platz benannt. In der Nähe befindet sich das Quartier asiatique.
Die Station wurde am 7. März 1930 in Betrieb genommen, als der Abschnitt der Linie 10 (heute Linie 7) von der Station Place d’Italie bis zur Station Porte de Choisy eröffnet wurde. Am 26. April 1931 wurde die Linienführung mehrerer Linien im Süden von Paris verändert, bei dem die Linie 7 den südlichen Streckenteil der Linie 10 übernahm. Am 16. Dezember 2006 wurde die oberirdische Station der Straßenbahn in Betrieb genommen. Bis zum 1. Mai 1946 war sie südlicher Endpunkt der Linie 7.